# New Johnsonville
New Johnsonville – miasto w Stanach Zjednoczonych, w stanie Tennessee, w hrabstwie Humphreys.